# South China AA
South China AA (Zn. tradycyjne:南華體育會) – klub piłkarski z Hongkongu, występujący w Hong Kong First Division League (1. liga).